# James D. Doss
Pour les articles homonymes, voir Doss.
James D. Doss, né en 1939, 1940 ou 1941 selon les sources au Kentucky ou à Reading en Pennsylvanie selon les sources et mort le 17 mai 2012 à Los Alamos, au Nouveau-Mexique, est un scientifique et écrivain américain, auteur de roman policier.

## Biographie
Il fait des études scientifiques et obtient une licence de mathématiques et une licence de physique au Wesleyan College (en), puis une maîtrise de génie électrique à l'université du Nouveau-Mexique. En 1964, il travaille au laboratoire national de Los Alamos en tant que spécialiste de la supraconductivité à haute température. Il est membre de la IEEE Magnetics Society (en) et de la IEEE Microwave Theory and Techniques Society (en).
En 1994, il publie son premier roman policier, La Rivière des âmes perdues (The Shaman Sings), dans lequel il met en scène Charlie Moon, un policier indien. C'est le premier volume d'une série de dix-sept romans, dont cinq sont traduits en français. Pour Pierre Bondil, traducteur et collaborateur du Dictionnaire des littératures policières, ce roman « ouvre brillamment la série avec une intrigue qui décrit les stupéfiantes recherches scientifiques menées par une jeune femme d'origine asiatique, par une petite communauté universitaire et un réparateur d'origine mexicaine à la personnalité très marquée ».

## Œuvre

### Romans

#### SérieCharlie Moon
- The Shaman Sings (1994) Traduction de Danièle et pierre Bondil sous le titre La Rivière des âmes perdues, Paris, Éditions Albin Michel, coll. « Terres d'Amérique » (1998)   (ISBN 2-226-10666-9) ; réédition, Paris, 10/18, coll. « Grands détectives » no 3200 (2000)  (ISBN 2-264-03074-7)
- The Shaman Laughs (1995) Traduction de Danière et Pierre Bondil sous le titre Le Canyon des ombres, Paris, Éditions Albin Michel, coll. « Terres d'Amérique » (2000)  (ISBN 2-226-11407-6) ; réédition, Paris, 10/18, coll. « Grands détectives » no 3311 (2001)  (ISBN 2-264-03203-0)
- The Shaman's Bones  (1997) Publié en français sous le titre Les Ossements du chaman, Paris, 10/18, coll. « Grands détectives » no 3497 (2003)  (ISBN 2-264-03561-7)
- The Shaman's Game (1998) Publié en français sous le titre La Danse de la soif, Paris, 10/18, coll. « Grands détectives » no 3614 (2004)  (ISBN 2-264-03560-9)
- The Night Visitor  (1999) Publié en français sous le titre L'Esprit de la nuit, Paris, 10/18, coll. « Grands détectives » no 3771 (2005)  (ISBN 2-264-03562-5)
- Grandmother Spider (2001)
- White Shell Woman (2002)
- Dead Soul  (2003)
- The Witch's Tongue (2004)
- Shadow Man (2005)
- Stone Butterfly (2006)
- Three Sisters  (2007)
- Snake Dreams  (2008)
- The Widow's Revenge (2009)
- A Dead Man's Tale (2010)
- Coffin Man (2011)
- The Old Gray Wolf (2012)

## Sources
: document utilisé comme source pour la rédaction de cet article.
- Claude Mesplède (dir.), Dictionnaire des littératures policières, vol. 1 : A - I, Nantes, Joseph K, coll. « Temps noir », 2007, 1054 p. (ISBN 978-2-910-68644-4, OCLC 315873251), p. 606